# 埃德拉·科尔迪亚莱
埃德拉·科尔迪亚莱（義大利語：Edera Cordiale，1920年1月30日—1993年4月4日），意大利女子田径运动员，主攻铁饼。她曾代表意大利参加1948年和1952年夏季奥林匹克运动会田径比赛，获得一枚银牌。